# BNP Paribas Open 2010
Мастерс Індіан-Веллс 2010 — тенісний турнір, що проходив на відкритих кортах з твердим покриттям Indian Wells Tennis Garden в Індіан-Веллсі (США). Це був 37-й за ліком Мастерс Індіан-Веллс серед чоловіків і 22-й - серед жінок. Належав до категорії Мастерс у рамках Туру ATP 2010 і серії Premier Mandatory в рамках Туру WTA 2010. Тривав з 8 до 21 березня 2010 року.

## Переможці та фіналісти

### Чоловіки. Одиночний розряд
Іван Любичич —  Енді Роддік, 7–6(7–3), 7–6(7–5)
- Для Любичича це був перший титул за сезон і 10-й - за кар'єру. Це був його переший титул Masters 1000 з четвертого потрапляння до фіналу.

### Одиночний розряд. Жінки
Єлена Янкович —  Каролін Возняцкі, 6–2, 6–4
- Для Янкович це був перший титул за сезон і 12-й — за кар'єру.

### Парний розряд. Чоловіки
Марк Лопес /  Рафаель Надаль —  Деніел Нестор /  Ненад Зімоньїч, 7–6(10–8), 6–3

### Парний розряд. Жінки
Квета Пешке /  Катарина Среботнік —  Надія Петрова /  Саманта Стосур, 6–4, 2–6, [10–5]

## Учасники

### Сіяні учасники
| Спортсмен           | Країна          | Рейтинг* | Сіяний |
| ------------------- | --------------- | -------- | ------ |
| Роджер Федерер      | Швейцарія       | 1        | 1      |
| Новак Джокович      | Сербія          | 2        | 2      |
| Рафаель Надаль      | Іспанія         | 3        | 3      |
| Енді Маррей         | Велика Британія | 4        | 4      |
| Микола Давиденко    | Росія           | 6        | 5      |
| Робін Содерлінг     | Швеція          | 7        | 6      |
| Енді Роддік         | США             | 8        | 7      |
| Марин Чилич         | Хорватія        | 9        | 8      |
| Жо-Вілфрід Тсонга   | Франція         | 11       | 9      |
| Фернандо Вердаско   | Іспанія         | 12       | 10     |
| Хуан Карлос Ферреро | Іспанія         | 14       | 11     |
| Гаель Монфіс        | Франція         | 15       | 12     |
| Давид Феррер        | Іспанія         | 16       | 13     |
| Радек Штепанек      | Чехія           | 17       | 14     |
| Джон Ізнер          | США             | 20       | 15     |
| Жиль Сімон          | Франція         | 21       | 16     |
| Сем Кверрі          | США             | 22       | 17     |
| Томмі Робредо       | Іспанія         | 23       | 18     |
| Томаш Бердих        | Чехія           | 25       | 19     |
| Іван Любичич        | Хорватія        | 26       | 20     |
| Хуан Монако         | Аргентина       | 27       | 21     |
| Юрген Мельцер       | Австрія         | 28       | 22     |
| Іво Карлович        | Хорватія        | 29       | 23     |
| Філіпп Кольшрайбер  | Німеччина       | 30       | 24     |
| Альберт Монтаньєс   | Іспанія         | 31       | 25     |
| Томас Беллуччі      | Бразилія        | 32       | 26     |
| Маркос Багдатіс     | Кіпр            | 33       | 27     |
| Фелісіано Лопес     | Іспанія         | 34       | 28     |
| Віктор Троїцький    | Сербія          | 35       | 29     |
| Янко Типсаревич     | Сербія          | 36       | 30     |
| Ігор Андрєєв        | Росія           | 37       | 31     |
| Жульєн Беннето      | Франція         | 38       | 32     |

- Рейтинг подано станом на 1 березня 2010.

### Інші учасники
Гравці, що отримали вайлд-кард на участь в основній сітці:
- Роббі Джінепрі
- Раян Гаррісон
- Джессі Лівайн
- Карлос Моя
- Давід Налбандян

Учасник, що потрапив в основну сітку завдяки захищеному рентингові:
- Маріо Анчич

Нижче наведено гравців, які пробились в основну сітку через стадію кваліфікації:
- Thiago Alves
- Кевін Андерсон
- Бріан Дабуль
- Рамон Дельгадо
- Штефан Коубек
- Лу Єн-Сун
- Марінко Матосевич
- Рікардо Мелло
- Б'єрн Фау
- Боббі Рейнольдс
- Тім Смичек
- Райнер Шуттлер

### Відмовились від участі
Відомі гравці, що знялись з турніру:
- Хосе Акасусо
- Хуан Мартін дель Потро (травма зап'ястка)
- Марк Жікель
- Фернандо Гонсалес (helping with aid in Chile)
- Максімо Гонсалес
- Томмі Гаас (операція на стегні)
- Ллейтон Г'юїтт (операція на стегні)
- Фабріс Санторо
- Стен Вавринка
- Михайло Южний

## Учасниці

### Сіяні учасниці
| Спортсменка                | Країна     | Рейтинг* | Сіяна |
| -------------------------- | ---------- | -------- | ----- |
| Світлана Кузнецова         | Росія      | 3        | 1     |
| Каролін Возняцкі           | Данія      | 4        | 2     |
| Вікторія Азаренко          | Білорусь   | 6        | 3     |
| Олена Дементьєва           | Росія      | 7        | 4     |
| Агнешка Радванська         | Польща     | 8        | 5     |
| Єлена Янкович              | Сербія     | 9        | 6     |
| Лі На                      | КНР        | 10       | 7     |
| Саманта Стосур             | Австралія  | 11       | 8     |
| Флавія Пеннетта            | Італія     | 12       | 9     |
| Марія Шарапова             | Росія      | 13       | 10    |
| Маріон Бартолі             | Франція    | 14       | 11    |
| Віра Звонарьова            | Росія      | 15       | 12    |
| Яніна Вікмаєр              | Бельгія    | 16       | 13    |
| Кім Клейстерс              | Бельгія    | 17       | 14    |
| Франческа Ск'явоне         | Італія     | 18       | 15    |
| Надія Петрова              | Росія      | 19       | 16    |
| Шахар Пеєр                 | Ізраїль    | 20       | 17    |
| Чжен Цзє                   | КНР        | 21       | 18    |
| Араван Резаї               | Франція    | 22       | 19    |
| Альона Бондаренко          | Україна    | 23       | 20    |
| Даніела Гантухова          | Словаччина | 24       | 21    |
| Сабіне Лісіцкі             | Німеччина  | 25       | 22    |
| Аліса Клейбанова           | Росія      | 26       | 23    |
| Ана Іванович               | Сербія     | 27       | 24    |
| Анастасія Павлюченкова     | Росія      | 28       | 25    |
| Домініка Цібулкова         | Словаччина | 29       | 26    |
| Агнеш Савай                | Угорщина   | 31       | 27    |
| Марія Хосе Мартінес Санчес | Іспанія    | 33       | 28    |
| Анабель Медіна Гаррігес    | Іспанія    | 34       | 29    |
| Александра Возняк          | Канада     | 35       | 30    |
| Хісела Дулко               | Аргентина  | 36       | 31    |
| Марія Кириленко            | Росія      | 37       | 32    |

- Рейтинг подано станом на 1 березня 2010.

### Інші учасниці
Гравчині, що отримали вайлд-кард на участь в основній сітці:
- Елені Даніліду
- Алекса Ґлетч
- Жустін Енен
- Бетані Маттек-Сендс
- Крістіна Макгейл
- Алісія Молік
- Таміра Пашек
- Айла Томлянович

Нижче наведено гравчинь, які пробились в основну сітку через стадію кваліфікації:
- Акгуль Аманмурадова
- Олена Балтача
- Чжань Юнжань
- Едіна Галловіц
- Вікторія Кутузова
- Мішель Ларшер де Бріту
- Нурія Льягостера Вівес
- Петра Мартич
- Шенай Перрі
- Цветана Піронкова
- Слоун Стівенс
- Кароліна Шпрем

Гравчиня, що потрапила в основну сітку як щасливий лузер:
- Тамарін Танасугарн

### Відмовились від участі
Відомі гравчині, що знялись з турніру:
- Катерина Бондаренко
- Анна-Лена Гренефельд
- Саня Мірза
- Дінара Сафіна (травма спини)
- Олена Весніна
- Серена Вільямс (бойкотує турнір від 2001 року)
- Вінус Вільямс (бойкотує турнір від 2001 року)